# Alice Austen House
Alice Austen House, también conocida como Clear Comfort, ubicada en 2 Hylan Boulevard en la zona de Rosebank de Staten Island, Nueva York, fue el hogar de la fotógrafa Alice Austen durante la mayor parte de su vida. Posteriormente se convirtió en museo, miembro de Historic House Trust, y es administrada por Friends of Alice Austen, un grupo de voluntarios.
En 2021, Clear Comfort fue documentado por el proyecto LGBT Historic Sites, siendo el primer sitio de la ciudad de Nueva York en recibir dicho reconocimiento dedicado a una mujer.

## Historia

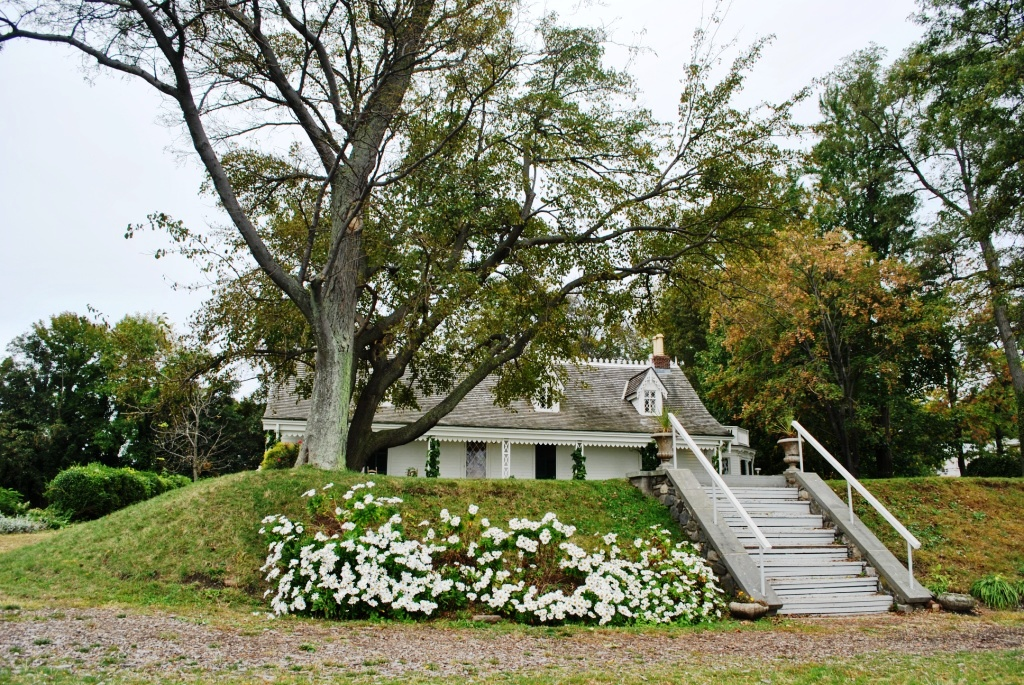
Vista de la casa desde la playa

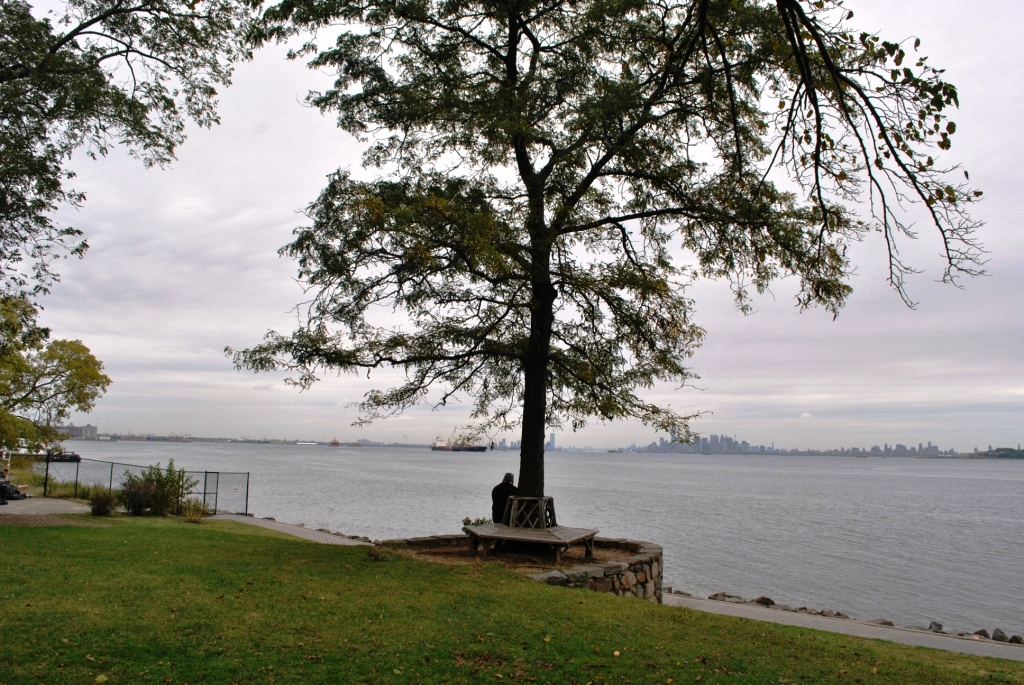
Vista sobre la bahía de Nueva York

La casa fue construida originalmente entre 1690 y principios de 1700 como una casa colonial neerlandesa de una habitación en la costa del puerto de Nueva York, cerca de Narrows, siendo los hermanos Jacob Johnson y Lambert Johnson probablemente sus primeros ocupantes. Los hermanos Johnson compraron 120 acres de tierra de George Brown en 1698. La suegra de Jacob Johnson era Winifred King Benham, quien fue juzgada por brujería en Wallingford, Connecticut, y pudo haber vivido en la casa después de su absolución y virtual destierro.
La casa fue remodelada y ampliada varias veces durante el siglo XIX, sobre todo después de que John Haggerty Austen, el abuelo de Alice, la comprara, le cambiara el nombre y la remodelara en 1844.
En las décadas de 1950 y 1960, los fotógrafos Berenice Abbott y Philip Johnson dirigieron un grupo de conservacionistas históricos para evitar que la casa fuera demolida. Se agregó al National Register of Historic Places en 1970 y se convirtió en un New York City Landmark en 1971. Fue comprado por la ciudad de Nueva York en 1975 y abierto al público en 1985. En 1993 fue declarado National Historic Landmark, y en 2002 se convirtió en Historic Artist Home and Studio.

## Exposiciones y actividades especiales del museo
El museo Alice Austen House participa con el programa Smithsonian en los eventos del Día de los Museos. En 2016, el Austen House presentó su primera exposición trienal con jurado, Staten Island Unlimited, con 35 fotógrafos de tres distritos de Nueva York. Durante la recepción previa de los miembros, se hizo un brindis por el 150 cumpleaños de Alice Austen. Otra actividad desarrollada fue Triennial Talks, un debate con artistas sobre su trabajo siendo los temas tratados "Staten Island as Place" y "Staten Island as Community.".
En marzo de 2016, el Whitney Museum organizó New Eyes on Alice Austen, una mesa redonda de discusión en honor a Women's History Month y el 150 cumpleaños de Alice Austen con «eruditos, académicos e historiadores que han investigado su increíble trabajo y su estilo de vida poco convencional». Desde el museo se hizo una reinterpretación para incluir a Gertrude Tate, la compañera de toda la vida de Austen. También se incluye un nuevo podcast, My Dear Alice.
Esto llevó al museo a ser designado sitio LGBT por el National Register of Historic Places.

## Presunta obsesión
Cuenta una vieja tradición vecinal que, pasada la medianoche, se oía el tintineo de cadenas provenientes del sótano. Se atribuyó a los fantasmas de los esclavos que se mantuvieron allí durante la Revolución Americana. Otra historia apócrifa es la de un soldado británico que se colgó de una viga en el salón a causa de un desamor. Se dice que el sonido de sus botas militares y el tintineo de sus espuelas se pueden escuchar en esa habitación después de la medianoche.